# 斯尼季夫卡
49°19′31″N 27°31′40″E / 49.32528°N 27.52778°E
斯尼季夫卡（烏克蘭語：Снітівка）是位於烏克蘭西部的村莊，由赫梅利尼茨基州裡赫梅利尼茨基區的萊蒂奇夫市鎮負責管轄。該村面積2.8平方公里，海拔高度301米，2001年人口423，人口密度每平方公里150.9人。